# Lustans Lakejer
Lustans Lakejer är en svensk new wave- och synthpopgrupp bildad 1978 med Johan Kinde som förgrundsgestalt.
Gruppen skivdebuterade 1980 och anses vara banbrytande pionjärer för svensk new wave och syntmusik. Deras musik är influerad av grupper som Roxy Music, Ultravox, Duran Duran och Japan.

## Historia
Lustans Lakejer bildades 1978 av Peter Bergstrandh och Urban Sundbaum. Johan Kinde anslöt och han blev bandets förgrundsgestalt. Gruppnamnet togs från en bild på en kioskthriller i satirtidningen Svenska Mad. Gruppen var till en början ett punkband, men övergick snart till en stil med konstskolerock-pionjärerna Roxy Music som främsta förebild. Textmässigt var Kinde influerad av författare som Oscar Wilde och musikaliskt hämtades inspiration från postpunkband som Magazine och Joy Division.  När Kinde och Bergstrandh skrivit låten Diamanter (som senare spelades in i en mer känd synthversion) hade gruppen funnit en egen stil som skiljde sig från hur de flesta andra svenska band vid den här tiden lät och såg ut.
Lustans Lakejer skrev kontrakt med skivbolaget Stranded Rekords och i maj 1980 gavs den första singeln ut med låtarna Diamanter och Tidens melodi. Den följdes av ytterligare en singel, Kärlekens nöjen/Man med paraply samt medverkan på PopJob ett samlingsalbum från Stranded, innan det självbetitlade debutalbumet Lustans Lakejer gavs ut tidigt 1981. Bandet bestod då även av Adrian Valery (gitarr) och Jan Kyhle (klaviatur), som dock båda lämnade bandet efter utgivningen.
Efter debutplattan kom singeln Skuggan av ett tvivel. Till denna fick gruppen en ny medlem, Christer Hellman, som först ersatte Kyhle på klaviatur och sedan återgick till sitt egentliga instrument och blev bandets trummis. Skuggan av ett tvivel räknas som den sista av gruppens mörka singlar. Därefter gjorde gruppen en mer poporienterad musik i tidstypisk new romantic- och synthpopstil vilket föranledde ett kommersiellt genombrott för gruppen.

### Uppdrag i Genève
På singeln Stilla nätter (1981) medverkade för första gången Tom Wolgers på klaviatur. Wolgers och Kinde var tongivande i bandets musikaliska inriktning och skrev vid denna tid de flesta av gruppens låtar tillsammans. Det andra albumet, Uppdrag i Genève, kom 1981. Gitarrgnissel och mörka arrangemang hade bytts ut mot medryckande, elegant synthpop. Texterna berättade historier om agenter, fagra damer, kasinon och flärd. Även låtnamnen är hämtade från filmer och böcker. Skivan sålde bra och ledde till ett nationellt genombrott. Bandet turnerade därefter flitigt.
De två albumen Lustans Lakejer och Uppdrag i Genève hade sin bakgrund i glamrocken. Ett tydligt släktskap fanns med Roxy Music, David Bowie och Japan. I ett svenskt sammanhang stod Lustans Lakejer i kontrast till såväl proggmusik som punken. I stället för att göra uppror, skildras en glamorös fantasitillvaro med förebilder som Playboy, James Bond och skvaller om superrika kändisar och exklusiva nattklubbar. Den knappast självupplevda drömvärld som skildrades, stod i kontrast till punkens aggressivitet och proggens politiserade, budskapstyngda texter. Även stilmässigt bröt gruppen ny mark med en lätt dekadent, lyxig estetik. Kinde uttalade sig på temat ”kläderna är viktigare än musiken”, vilket utmanade pop-Sverige. I helhet löd originalcitatet ”det går väldigt bra att göra musik utan instrument, men det skulle aldrig gå utan kläder”.
Lustans Lakejer utsågs till Sveriges bäst klädda band av tidningen Expressen (1981).

### Diamanter
Wolgers lämnade bandet efter Uppdrag i Genève för ett uppdrag som fotomodell. Han startade också bandet Mockba Music. Janis Bokalders, som tecknade konvoluten till singlarna Stilla nätter och Diamanter, ersatte Wolgers som klaviaturspelare. Nästa skivsläpp blev en nyinspelning av Diamanter som släpptes med Zarah Leanders klassiker Sång om syrsor på B-sidan. Plattan sålde bra och gavs också ut som maxisingel i en upplaga på tvåtusen exemplar.

### En plats i solen
Följande album En plats i solen producerades av Richard Barbieri från musikgruppen Japan. Både musiken och texterna hämtade inspiration från Japans produktioner och skiljde sig stort från de två tidigare albumen. Två singlar gavs ut: ”En främlings ögon” och ”Läppar tiger (ögon talar)”, den senare i en omarrangerad singelversion.
Skivan A Place in the Sun var Lustans Lakejers enda försök att nå en internationell publik. Under namnet Vanity Fair gav de ut denna engelska version av En plats i solen med texter på engelska, en lansering som misslyckades, trots ett ekivokt skivomslag. Albumversionen av ”Läppar tiger” byttes ut mot den omarrangerade versionen och gavs ut som singel med titeln ”Lips are silent” för den internationella marknaden. Även en musikvideo spelades in. Nu hade Lustans också fått en ny medlem, gitarristen Anders Ericson. Inte långt efter att ”Lips are silent” släppts lämnade Bergstrandh bandet och strax därefter även Hellman och Bokalders.

### Ny musikalisk stil
Efter En plats i solen och A Place in the Sun ändrade Lustans Lakejer sin stil. Influerad av amerikansk musik (och vännen Mauro Scocco) gick man över till soulpåverkad och rak rock. År 1984 gavs albumet Lustavision som är Lustans Lakejers enda skiva på engelska (förutom under namnet Vanity Fair) ut. Bandet bestod nu endast av Kinde och Ericson. Skivan mottogs måttligt välvilligt av både press och publik. Året därefter kom Sinnenas rike som blev det sista albumet på fjorton år. Det innehöll en låt på engelska, ”Redheads”. På detta album sjöng Kinde åter på svenska, men influensen från till exempel Bruce Springsteen är tydlig. Kinde har på senare år under konserter varit sparsam med att spela låtar från dessa två album.

### Splittring och återförening
Efter dessa album hördes inte Lustans Lakejer av på länge. Bandet bestod vid det laget mer eller mindre bara av Kinde som sporadiskt gjorde ett par liveframträdanden. Kinde hade en egen solokarriär och Lustans Lakejer lades på is. Kinde och Wolgers väckte dock liv i bandet igen 1993 och gav ut samlingsalbumet Raffel i Rangoon som hade tonvikt på det tidiga 1980-talets Lustans Lakejer och innehöll det nyinspelade medleyt Omöjligt uppdrag.
År 1999 kom albumet Åkersberga, på skivbolaget Metronome/Warner. Albumet var mer moget än de tidigare. Lustans Lakejers tidiga produktion berättar om unga män som njuter av livets nöjen. Åkersberga berättar historien om vad som hände dessa unga gossar när de växte upp. Kinde sjunger om ungdomens drömmar och förhoppningar om livet och kärleken och hur det faktiskt blev. Skivan mottogs milt, men ändå välkommet. Kinde har på senare år börjat spela lite och blandar klassiker från Lustans Lakejers tidiga repertoar med de nyare alstren. I januari 2004 gavs singeln ”Rid i natt” ut. I november 2006 utgavs alla Lustans Lakejers 1980-talsalbum på cd för första gången. Sedan tidigare fanns samlingsskivorna Spotlight, En popklassiker och Raffel i Rangoon samt albumet Åkersberga på cd. Nyheten släpptes när Kinde intervjuades i programmet Musikjournalen i Sveriges Radio P3. Skivorna kom ut i november 2006 och på bolaget Hot Stuff.
Alla skivor hade fått med diverse bonusspår, bland annat livespår från Linköping 1981 (”Uppdrag i Genève”) men även udda material som två spår från Stranded-klassikern (Lustans Lakejer) Pop-Job från 1980: ”Härifrån till evigheten” och ”Se men inte röra”.
Skivorna hade ett förord av Kinde och 16-sidig booklet med alla texter och tidsenliga bilder med kommentarer. Ett nytt samlingsalbum gavs ut den 7 mars 2007 Samlade Synder 1981-2007.

### Framträdande i Melodifestivalen 2007
Kinde deltog med låten ”Allt vi en gång trodde på” i Melodifestivalen 2007. Kinde var reserv och kom med efter att Agnes Carlssons låt hade blivit diskvalificerad. Den 28 november 2006 tillkännagavs att Lustans Lakejer skulle framföra låten i Melodifestivalen. Gruppen kom på en sjunde plats i delfinalen i Göteborg den 10 februari och gick därmed inte vidare.

### 2010-talet: Fortsatt aktivitet
I januari 2011 släpptes ett nytt Lustans Lakejer-album, Elixir. Det innehåller bland annat låten ”Eld och vatten”, en duett med Jenny Silver.
År 2016 firade gruppen 35-årsjubileet av utgivningen av Uppdrag i Genève med en turné där de framförde albumet i sin helhet och där hela originalsättningen från 1981 förutom Bergstrandh medverkade.
År 2017 gjorde gruppen en turné där de framförde albumet En plats i solen från 1982 i sin helhet. På den medverkade bland andra den tidigare medlemmen Hellman på trummor och Richard Barbieri, som producerade albumet, på keyboards.

### 2020-talet
I november 2020 avled Tom Wolgers efter en tids sjukdom. I en intervju sade Johan Kinde att Lustans Lakejer höll på att spela in en ny skiva och att det arbetet skulle fortsätta. Man planerar även en turné för att fira bandets 40-årsjubileum. I december 2020 släpptes singeln "Lyx" digitalt och i februari 2021 som vinylupplaga. Den senare utgåvan innehåller "Trubbel i Teheran", en av de sista låtar Wolgers medverkade på. Ett nytt Lustans Lakejer-album med titeln Mörk Materia släpptes i september 2022.

## Diskografi
Album
- 1981 – Lustans Lakejer
- 1981 – Uppdrag i Genève
- 1982 – En plats i solen
- 1983 – A Place in the Sun (som Vanity Fair)
- 1984 – Lustavision
- 1985 – Sinnenas rike
- 1999 – Åkersberga
- 2011 – Elixir
- 2022 – Mörk Materia

Samlingsalbum
- 1987 – Collection
- 1989 – Spotlight
- 1993 – Raffel i Rangoon
- 1994 – En popklassiker
- 2007 – Samlade Synder 1981–2007

Singlar
- Kärlekens nöjen / Man med paraply – 7" 1980
- Diamanter är en flickas bästa vän / Tidens melodi – 12" 1980
- Skuggan av ett tvivel / Världen utanför – 7" 1981
- Stilla nätter / Vår man i Mockba // Ratata: För varje dag / Romantic – 12" promo 1981
- Stilla nätter / Vår man i Mockba – 7" 1981
- Diamanter / Sång om syrsor – 7"/12" 1982
- En främlings ögon / The texture of her skin – 7" 1982
- Läppar tiger (ögon talar) / Tango Jalousie – 7" 1983
- Eld / Could you be the one – 7"/12" 1983
- Good as gold / Pure at heart – 7"/12" 1984
- What the readheads promise, the blonde ones keep / Redhead relaxation (Live at B.P.) – 7"/12" 1984
- Brustna hjärtans patrull / No one but a fool – 7" 1985
- Fallna änglar (Dansgolvsversion) / Brustna hjärtans patrull – 12" 1985
- Kyssande vind / Djuret inom mig – 7" 1985
- Tusen och en natt / Som ett rykte – 7" 1986
- Tusen och en natt (Ny version) / Som ett rykte – 7" 1986
- Tusen och en natt (Version) / Som ett rykte / Sista tangon i Paris (Live) – 12" 1986
- Omöjligt uppdrag – cd-singel 1993
- En natt som denna natt – cd-singel 1998
- Kylan ligger över hela stan – cd-singel 1999
- Vackra djur gör fula saker – cd-singel 1999
- Rid i natt – cd-singel 2004
- Allt vi en gång trodde på – cd-singel 2007
- Det verkade så viktigt då – digital-singel 2010
- Förbjuden frukt – digital-singel 2011
- Eld & Vatten – digital-singel 2011
- Eld & Vatten (Systematisk remix) / (Systematisk remix, förlängd version) – digital-singel 2011
- Jag hade slutat drömma om att känna så här (Radio remix) / (Instrumental radio remix) – digital-singel 2011
- Lyx / Trubbel i Teheran / Lyx (Systematic mix) - 12" clear vinyl 2021
- En gång när jag var 17 / Tiggarkvinnans kyss / Begärets dunkla mål (live) - 7" röd vinyl 2021
- Den Fjärde Mannen / Män av skugga (live) / Rendez-vous i Rio (live) - 7" blå vinyl 2021
- Jag Kan Läsa Mellan Raderna / Rialto - 7" blå vinyl 2022

## Medlemmar
1979–1980
- Johan Kinde – sång, gitarr
- Leif Thuresson – gitarr
- Peter Bergstrandh – bas
- Urban Sundbaum – trummor

1980–1981
- Johan Kinde – sång, gitarr
- Peter Bergstrandh – bas
- Jan Kyhle – klaviatur
- Adrian Valery – gitarr
- Urban Sundbaum – trummor

1981 (Skuggan av ett tvivel)
- Johan Kinde – sång, gitarr
- Peter Bergstrandh – bas
- Christer Hellman – klaviatur
- Urban Sundbaum – trummor

1981
- Johan Kinde – sång, gitarr
- Tom Wolgers – synthesizer, flygel
- Peter Bergstrandh – bas
- Christer Hellman – trummor

1982
- Johan Kinde – sång, gitarr
- Janis Bokalders – klaviatur
- Peter Bergstrandh – bas
- Christer Hellman – trummor

1983
- Johan Kinde – sång, gitarr
- Janis Bokalders – klaviatur
- Anders Ericson – gitarr
- Christer Hellman – trummor
- Johan Ekelund – bas (Läppar tiger, ögon talar singelversion)

1983–1985
- Johan Kinde – sång, gitarr
- Anders Ericson – gitarr, bakgrundssång

1986
- Johan Kinde – sång, gitarr
- Anders Ericson – gitarr, bakgrundssång
- Fredrik Holmquist – klaviatur
- Elias ”Saile” Eliasson – bas
- Stephen Rossi – trummor

1993–2000-talet (bland andra)
- Johan Kinde – sång, gitarr
- Jan Lundkvist – klaviatur
- Tom Wolgers – klaviatur
- Julian Brandt – bas

2016–2020
- Johan Kinde – sång, gitarr
- Tom Wolgers – klaviatur
- Julian Brandt – bas, bakgrundssång
- Fredrik Hermansson – klaviatur
- Anders Ericson – gitarr, bakgrundssång

2021-
- Johan Kinde – sång, gitarr
- Julian Brandt – bas, bakgrundssång
- Fredrik Hermansson – klaviatur
- Anders Ericson – gitarr, bakgrundssång
- Fredrik Helander – klaviatur, gitarr, bakgrundssång
- Christer Hellman – trummor